# Премія (муніципалітет)
Премія (італ. Premia, п'єм. Premia) — муніципалітет в Італії, у регіоні П'ємонт,  провінція Вербано-Кузіо-Оссола.
Премія розташована на відстані близько 590 км на північний захід від Рима, 145 км на північ від Турина, 45 км на північний захід від Вербанії.
Населення — 578 осіб (2014).

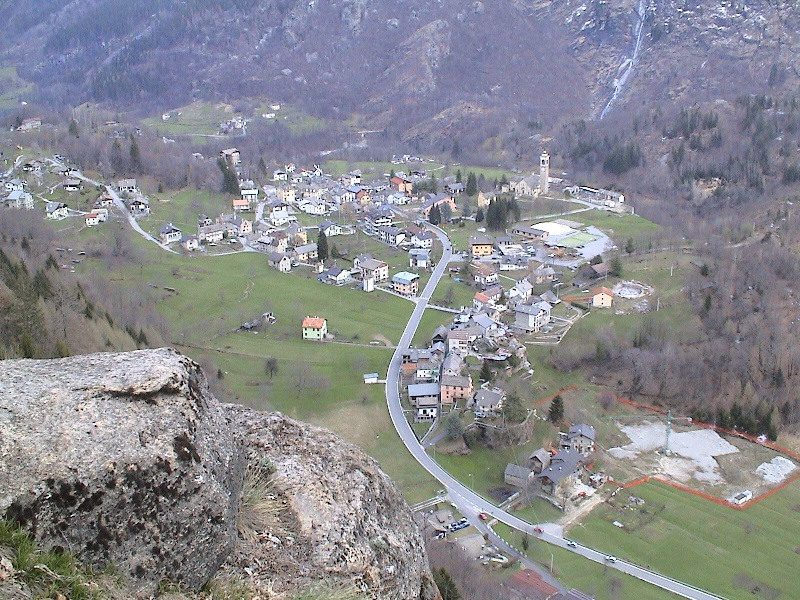

Щорічний фестиваль відбувається 29 вересня. Покровитель — святий Михайло.

## Демографія
Населення за роками:

Станом на 1 січня 2023 року в муніципалітеті офіційно проживало 8 іноземців з 5 країн, серед них 7 громадян країн Євросоюзу та 1 громадянин України.

## Сусідні муніципалітети
- Бачено
- Боско-Гурин
- Кампо-(валлемаджа)
- Кродо
- Формацца
- Монтекрестезе